# Château Pétrus

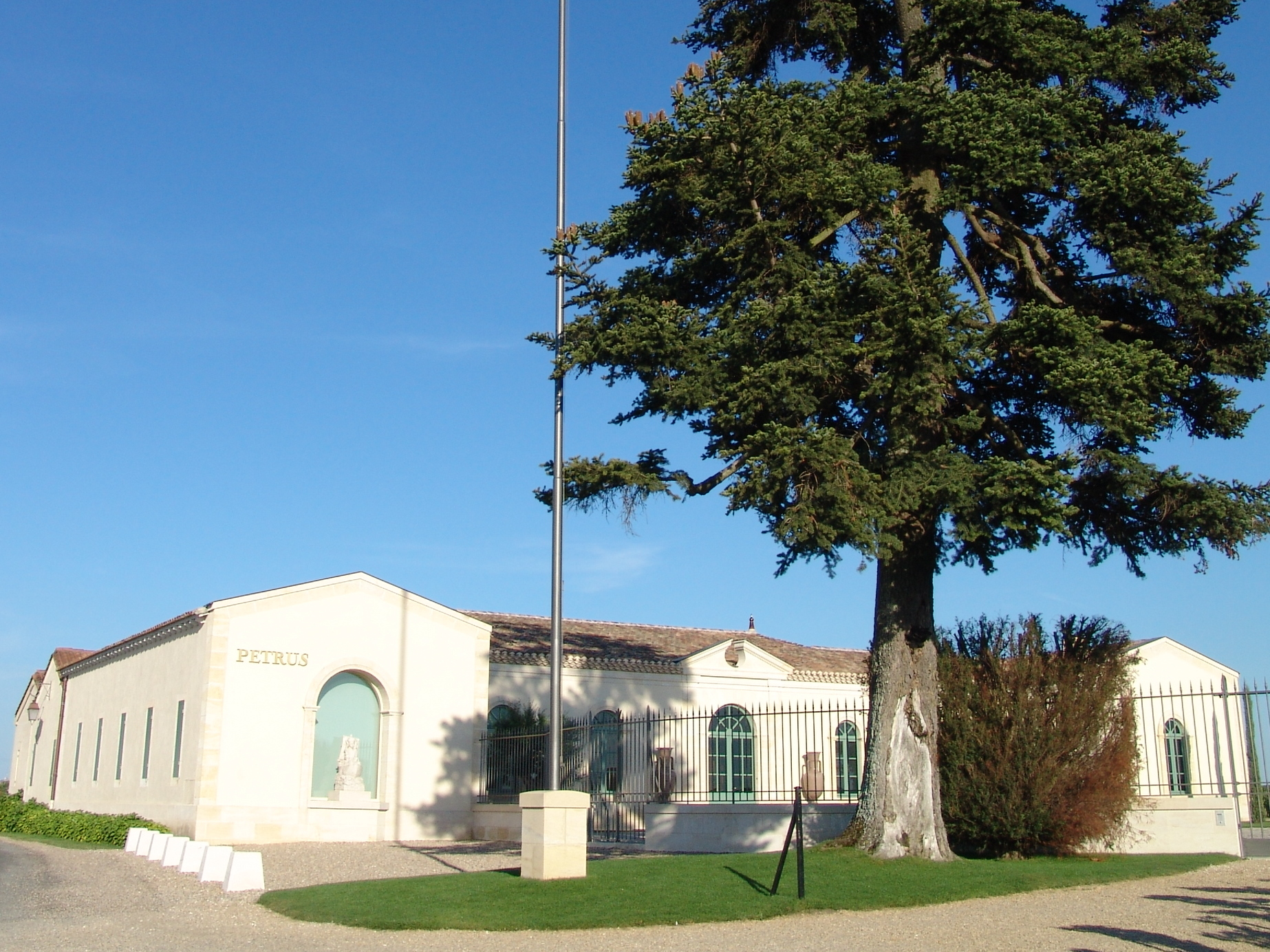
Il casale Pétrus

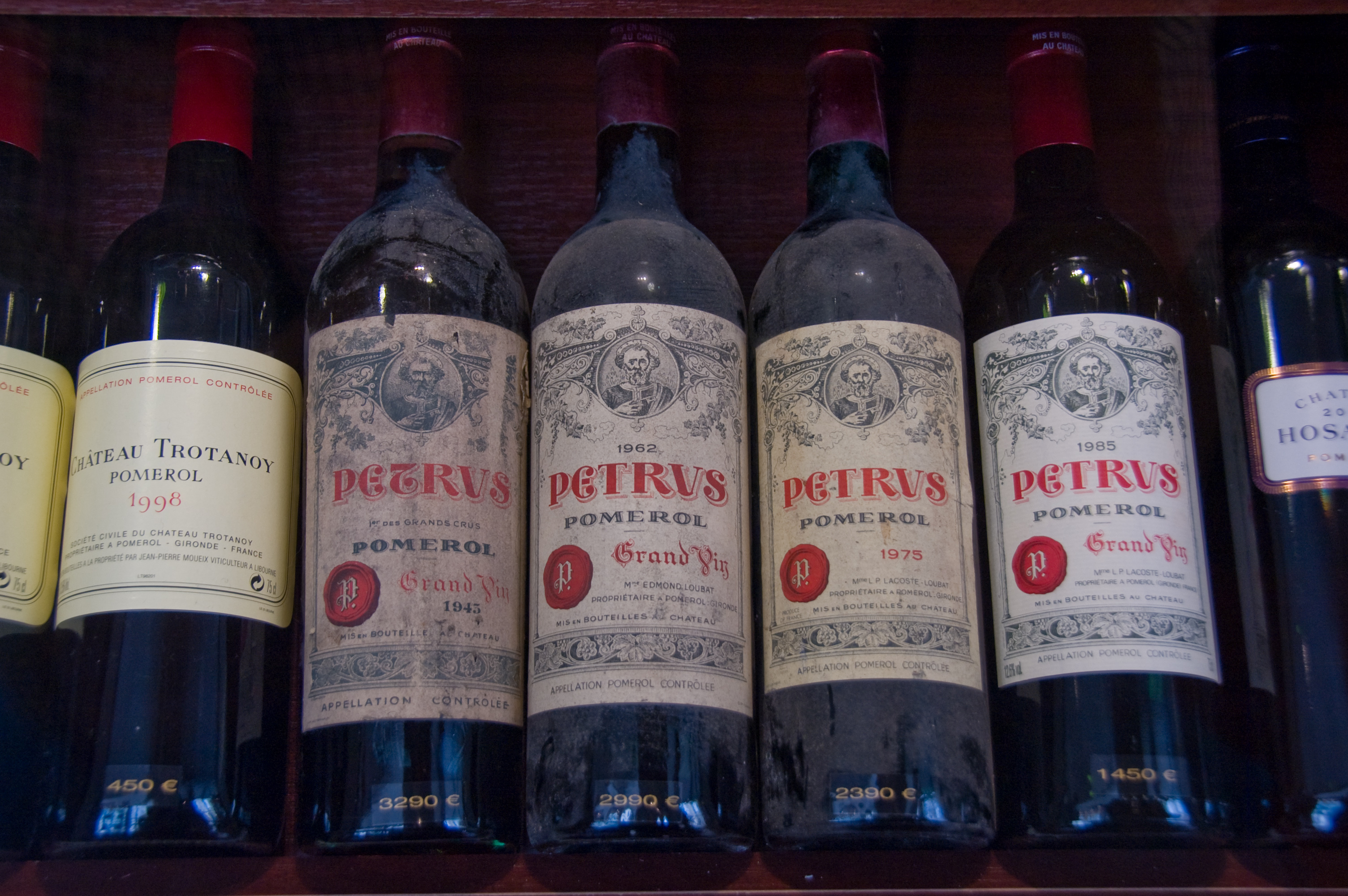
Alcune bottiglie di Pétrus

Pétrus è un vino della regione viticola di Pomerol vicino a Bordeaux. Sebbene i suoi vini non abbiano mai partecipato ad alcuna classificazione, Pétrus è considerato uno dei grandi bordeaux allo stesso livello dei grandi cru del Médoc, Pessac-Léognan e Saint-Émilion.

## Storia
In origine proprietà della famiglia Arnaud, la proprietà fu parzialmente acquistata da Madame Loubat, di Libourne nel 1925 e nel 1945 divenne unica proprietaria. Per far concorrenza ai grandi vini del Médoc, M.me Loubat si mise all'opera per sfruttare al massimo le potenzialità del suo terreno. Nel 1961, M.me Lacoste et M. Lignac, nipoti di M.me Loubat, ereditarono la proprietà. Qualche anno più tardi, M. Lignac cedette la sua quota al negoziante Jean-Pierre Moueix, che si diede molto da fare per il prestigio internazionale dei suoi vini (specialmente facendolo conoscere alla famiglia Kennedy). Dal 2001, la proprietà appartiene a suo figlio Jean-François Moueix ed è Christian Moueix, l'altro figlio, che cura la gestione. Il vino è elaborato dall'enologo Olivier Berrouet.

## Il territorio

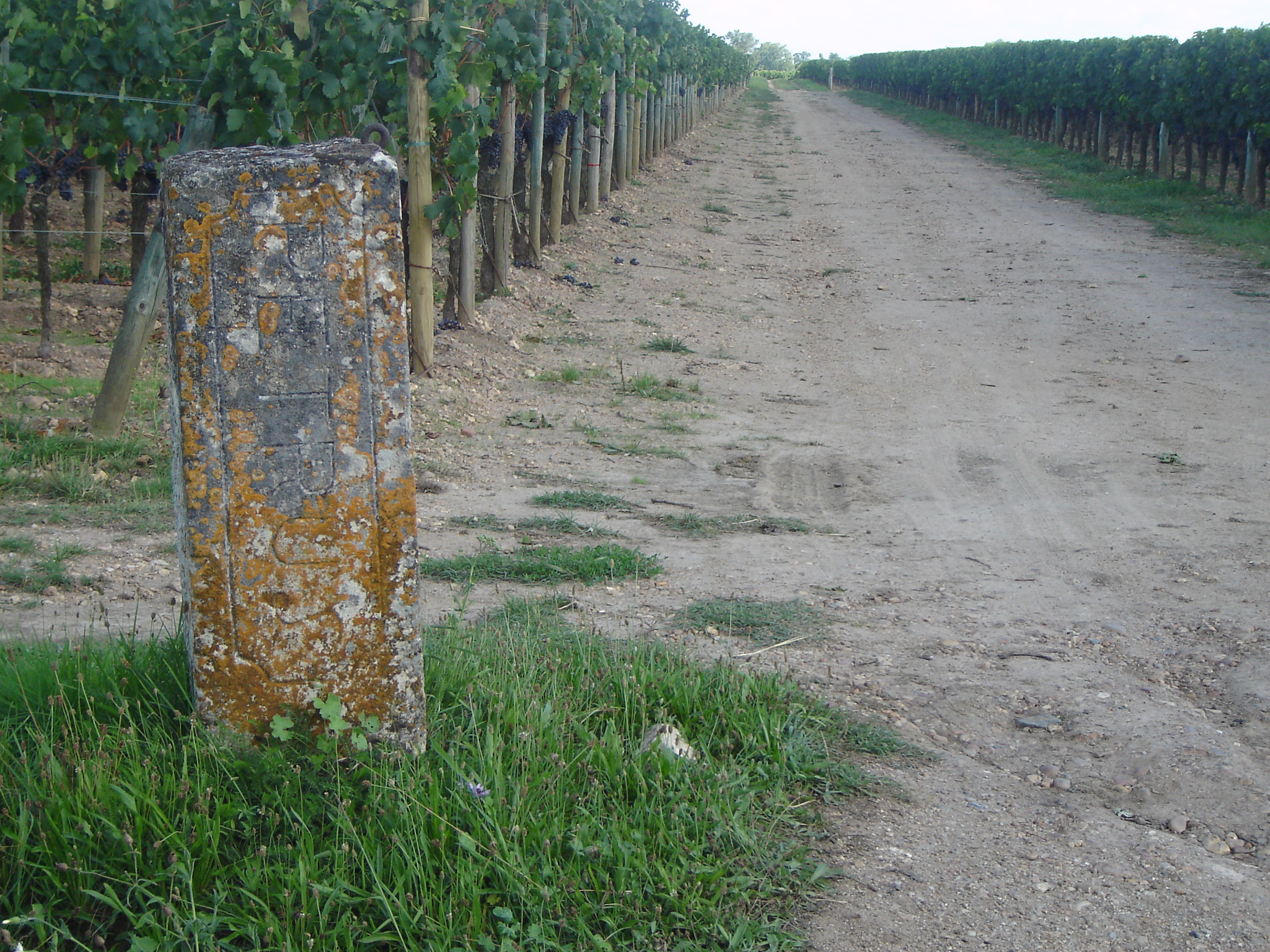
Terra sabbiosa in superficie a Pétrus.

La superficie è di 11,4 ha con una densità di 1 700 m/ha. Si estende a nord-est di Libourne e fino al limite occidentale di Saint-Émilion. Il terreno è composto da una percentuale elevata di argilla ricca in ferro, molto più che nelle proprietà circostanti. L'assemblaggio era mediamente 95% di merlot e 5% di cabernet franc, con delle vigne di circa 35 anni di età.
Il 2010 è stato l’ultimo anno di assemblaggio con il 3% di cabernet franc. Dal 2011 il vino Pétrus è un merlot in purezza.

## I vini
Pétrus produce in media 4500 casse di vino all'anno, cioè 54000 bottiglie. I grappoli d'uva sono vendemmiati a mano e vinificati in cisterne di cemento. Il vino passa 21 mesi in botti di rovere interamente nuove, prima di essere imbottigliato.
Le grandi annate unanimemente riconosciute sono 1929, 1945, 1947, 1961, 1982, 1989, 1990, 2000 e 2005.
Il prezzo di una bottiglia può variare tra i 1500 euro, per un'annata modesta, e i 6000 euro e oltre per una grande annata.

## Aneddoti
- Pétrus è uno dei pochi Bordeaux a non avere uno "Château", poiché non c'è un vero e proprio stabilimento sulla proprietà.
- La raccolta del 1991 non permise di fare un vino di qualità sufficiente e questa annata quindi non esiste.
- La cantina e il refettorio di Pétrus sono state realizzate nel 2002 da Herzog & de Meuron.
- È il vino preferito da Julian Sark, personaggio della serie televisiva Alias.
- Una bottiglia è stata venduta a 68000 dollari.